# Affreschi della chiesa di Santa Maria in Solario
Gli affreschi della chiesa di Santa Maria in Solario a Brescia sono un ciclo pittorico ad affresco, dipinto da Floriano Ferramola e bottega a più riprese tra il 1513 e il 1524, esteso a tutte le superfici dell'aula superiore del sacelo, all'interno dell'ex monastero di Santa Giulia. Ad essi si aggiungono tre riquadri affrescati del XV secolo, alcuni frammenti risalenti al XIV secolo e un grande affresco probabilmente dipinto da Antonio Gandino e databile al XVII secolo. Gli affreschi sono oggi visibili all'interno del percorso espositivo del museo di Santa Giulia.

## Storia
La chiesa di Santa Maria in Solario, costruita, nel XII secolo, rimane probabilmente spoglia di decorazioni per i primi secoli della sua vita, a parte un limitato intervento nell'abside centrale. Al XIV secolo circa, infatti, risalgono i lacerti affrescati visibili al di sotto dell'intonaco cinquecentesco sul muro dell'abside, mentre meglio conservate sono le figure sui pilastri laterali, risalenti al XV secolo e raffiguranti San Bartolomeo a sinistra, la Vergine annunciata e la Morte a destra.
L'esecuzione dei ben più estesi affreschi di Floriano Ferramola è documentata da quattro date iscritte tra i dipinti stessi, ossia 1513, 1519, 1520 e 1524, il che lascia intendere che il progetto si sia sviluppato in quattro fasi distinte. L'intervento più antico è relativo all'abside centrale con lo Sposalizio mistico di santa Caterina, che considerazioni stilistiche consentono di datare al 1510-1512. L'abside sinistra con la Madonna in trono tra i santi Sebastiano, Scolastica, Rocco e Antonio vescovo riporta la data più antica, 1513. Al 1519 risale invece l'abside destra con le Storie di san Benedetto. I lavori proseguono nei quattro riquadri centrali della parete settentrionale con le Storie di santa Giulia, datati 1520 e quasi sicuramente commissionate dalla badessa Adeodata Martinengo, dato che un riferimento al suo nome ("ADIO DATA") appare nella cornice superiore. L'ultimo intervento datato riguarda i riquadri con le Storie della vita di Cristo sopra il ciclo precedente, più alcuni Santi sulla parete meridionale. Quest'ultima, in particolare, risulta affrescata principalmente dalla bottega con vari Santi ed episodi della loro vita.
Privo di data è invece il grande affresco della cupola, raffigurante al centro il Dio Padre contornato da un cielo stellato reso con applicazioni bronzee su fondo blu. Esso risulta comunque databile alla medesima campagna decorativa, allo stesso modo dei quattro Evangelisti nei pennacchi della cupola, gli otto tondi con Profeti, il fregio floreale all'imposta della stessa e l'Arcangelo Gabriele sul pilastro sinistro dell'abside centrale, simmetrico alla Vergine annunciata del XV secolo sul pilastro opposto, probabilmente in sostituzione di un affresco precedente.
Risale invece al XVII secolo il grande affresco con il Trionfo della Vergine che ricopre l'intera parete orientale, molto rovinato da abrasioni e cadute di colore, probabilmente da ricondurre a Antonio Gandino.

## Descrizione e stile

L'affresco realizzato dal Ferramola nell'abside destro della cappella

L'abside sinistro con gli affreschi sempre del Ferramola

L'intervento più antico e pregevole è quello relativo alle tre absidi, e probabilmente l'unico interamente autografo, in quanto negli altri dipinti, comprese le Storie di santa Giulia e di Cristo, si riscontra la mano più o meno preponderante della bottega. Lo Sposalizio mistico di santa Caterina nell'abside centrale, raffigurante ben dieci sante, ossia Cecilia, Giulia, Agnese, Sofia, Pistis, Elpis, Abape e Agata, tutte molto venerate nell'ex monastero, è stilisticamente in linea con il clima culturale ed eclettico della decorazione di palazzo Calini, i cui affreschi sono oggi dispersi tra la Pinacoteca Tosio Martinengo, il Victoria and Albert Museum di Londra e una collezione privata. Santa Caterina, in particolare, è abbigliata con una veste in seta damascata molto simile a quelle presenti nell'Incontro degli sposi, uno degli affreschi di palazzo Calini. Analoghi sono anche i tratti somatici dei volti e le acconciature alla moda. La scena, pur essendo affollata, risulta molto equilibrata e testimonia una notevole capacità di orchestrazione delle figure, facendo di questo riquadro uno dei più pregevoli dell'intero ciclo.
La Madonna in trono tra i santi Sebastiano, Scolastica, Rocco e Antonio vescovo dell'abside sinistra è invece eseguita nello stesso anno della Madonna col Bambino tra i santi Alberto Carmelitano e Caterina d'Alessandria oggi a Berlino e in effetti le due opere presentano numerose affinità. Il duro trattamento delle vesti è in entrambe ripreso da Vincenzo Civerchio, mentre sono identici i motivi geometrici che ornano la base del trono della Vergine. Sant'Antonio, invece, riprende alla lettera il San Simone affrescato dal Ferramola nel 1914 nella chiesa di Santa Maria in Valvendra a Lovere, mentre San Rocco verrà identicamente riproposto un decennio più tardi nel coro delle monache, probabilmente utilizzando lo stesso cartone preparatorio. Le Storie di san Benedetto nell'abside destra, invece, seguono di un anno le ante dell'organo del Duomo vecchio dipinte nel 1518 in collaborazione con il giovane Moretto, da cui è ripresa l'ambientazione architettonica che incornicia le Esequie di san Benedetto.
L'ultimo riquadro delle Storie di santa Giulia, raffigurante la Crocifissione della santa, presenta apparentemente una contraddizione cronologica. Esso, infatti, sembra essere modellato sullo schema compositivo della Pala di Sant'Agata eseguita nel 1522 da Francesco Prata da Caravaggio per la chiesa di Sant'Agata a Brescia, tuttavia l'affresco ferramoliano dovrebbe datarsi al 1520, data iscritta nel riquadro precedente alla Crocifissione. Sarebbe altrimenti difficile immaginare un'influenza opposta, cioè che il Prata abbia ripreso il Ferramola nel suo dipinto, in quanto il sacello di Santa Maria in Solario ricadeva nell'area di clausura del monastero e, probabilmente, Floriano e la sua bottega furono tra i pochi esterni, oltretutto maschi, ad accedervi in tutta la sua storia. Un'ipotesi vuole che il ciclo sia stato terminato con un ritardo di due anni, il che è poco probabile, data la continuità stilistica che lo caratterizza, dalla quale non traspaiono cesure temporali. Una seconda ipotesi, più probabile, vuole invece che entrambi i dipinti discendano da un modello comune, al quale si sarebbero attenuti molto fedelmente. Il modello, in tal caso, dovrebbe essere di origine tedesca, come suggerirebbero i costumi dei manigoldi in entrambe le opere, di gusto marcatamente nordico. Le Storie di santa Giulia, contrariamente ai dipinti precedenti, sono inoltre caratterizzate da un cromatismo vivido e panneggi molto ampi, con una resa delle espressioni dei volti affine a quella impiegata dal Ferramola nella cappella Parva della chiesa di Santa Maria del Carmine. Allo stesso tempo, tuttavia, è riscontrabile un deciso calo sul piano qualitativo, a testimonianza del massiccio intervento di almeno un esponente della bottega, fortemente legato allo stile del maestro, forse la stessa mano autrice delle Storie di sant'Eufemia nella pieve di Nigoline.
Le Storie della vita di Cristo, similmente, sono modellate su schemi compositivi molto semplici e dallo spiccato tono narrativo e didattico, ancora di gusto pienamente quattrocentesco, d'altronde adatto a un luogo di intensa preghiera e meditazione come doveva essere il sacello di Santa Maria in Solario. Pregevole, invece, il fregio a motivi vegetali che segue l'imposta della cupola, ripreso da quello dipinto da Giovanni Pietro da Cemmo nel 1491-1493 nella chiesa di Santa Maria Assunta a Esine.

## Altre immagini

Muro nord del sacello
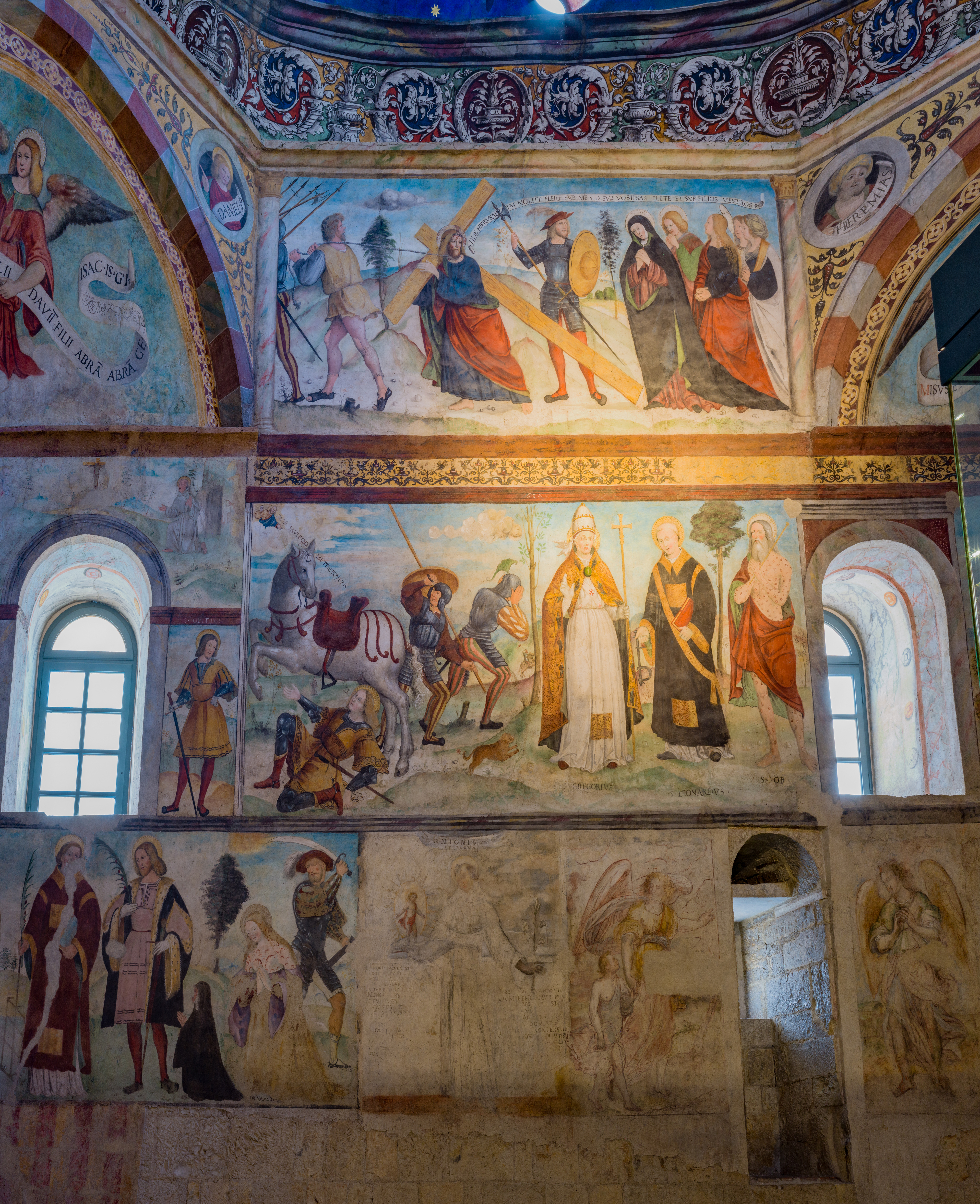
Lato sud della chiesa